# Айон, Эттсон
Эттсон Айон Кальдерон (исп. Ettson Ayón Calderón; род. 26 марта 2001, Тихуана, Нижняя Калифорния) — мексиканский футболист, нападающий клуба «Керетаро».

## Клубная карьера
Айон — воспитанник клуба «Тихуана». 24 октября 2021 года в матче против УНАМ Пумас он дебютировал в мексиканской Примере. Летом 2022 года Айон на правах аренды перешёл в «Керетаро». 16 июля в матче против «Хуарес» он дебютировал за новый клуб. В поединке против «Сантос Лагуна» Эттсон забил свой первый гол за «Керетаро». По окончании аренды клуб выкупил трансфер игрока. 

## Международная карьера
В 2023 году в составе олимпийской сборной Мексики Айон принял участие в домашних Панамериканских играх. На турнире он сыграл в матчах против команд Чили, Доминиканской Республики, Уругвая, Бразилии и США. 